# 福特好幫手
福特好幫手（英語：Ford Pronto）是臺灣福特六和汽車與日本鈴木汽車共同開發的輕型商用客貨車，車體本身以第七代鈴木Carry為藍本，車身外觀重新設計，1985年開始生產，共計有平頂廂型車、高頂廂型車、貨車和底盤車供商業市場選擇。

## 歷史
1974年，福特六和汽車曾自菲律賓引進發售福特利大商用車，不過因為外型方正怪異且配備陽春，售價因為進口緣故又高於日系商用車，嚴重滯銷的情況下黯然退出市場。

### 第一代
1980年代，眼見中華汽車中華百利（原型車為第三代三菱Minicab）、三富汽車三富小霸王（原型車為第三代速霸陸Sambar）寡占輕型商用車市場，福特六和遂找上了未曾合作過的鈴木汽車，以搭載797c.c.直列四缸SOHC F8A型引擎的ST90型為藍本，並委託澳洲一家獨立汽車設計工作室重新打造車頭造型，1985年第一代以「福特好幫手800」之名上市。

### 第二代
1992年，好幫手實施大改款（原型車為第八代鈴木Carry），改換970c.c.直列四缸SOHC F10A型引擎搭配Pronto-2Q（平頂）、Pronto-8Q（高頂）型五速手排變速箱，並且邀請名藝人廖峻代言。1994、1998年，好幫手各實施一次小改款，除了外觀或內裝稍作調整以外，大致仍與第二代雷同，其中1994年的改款福特六和曾提供天窗版本。雖然鈴木汽車在1998年成為美國汽車巨擘通用汽車旗下一員，仍無損與福特六和汽車的合作關係，繼續生產Pronto。

### 末代車款
1999年12月11日，好幫手第二度大改款（原型車為第十代鈴木Carry），換成993c.c.直列四缸SOHC G10B型引擎搭配五速手排或是三速自排變速箱，並從化油器改成使用電子燃油噴射系統，使得最大馬力來到66hp / 6,500rpm、最大扭力7.8kg·m ／ 3,000rpm。第三代好幫手首度導入全時四輪驅動，並新增EPS電子輔助轉向系統。直到2007年因G10B型引擎因素無法通過行政院環境保護署第四期汽機車廢氣排放標準，第三代Pronto/P-RZ才停產。

台製第二代高頂版好幫手